# Motyle

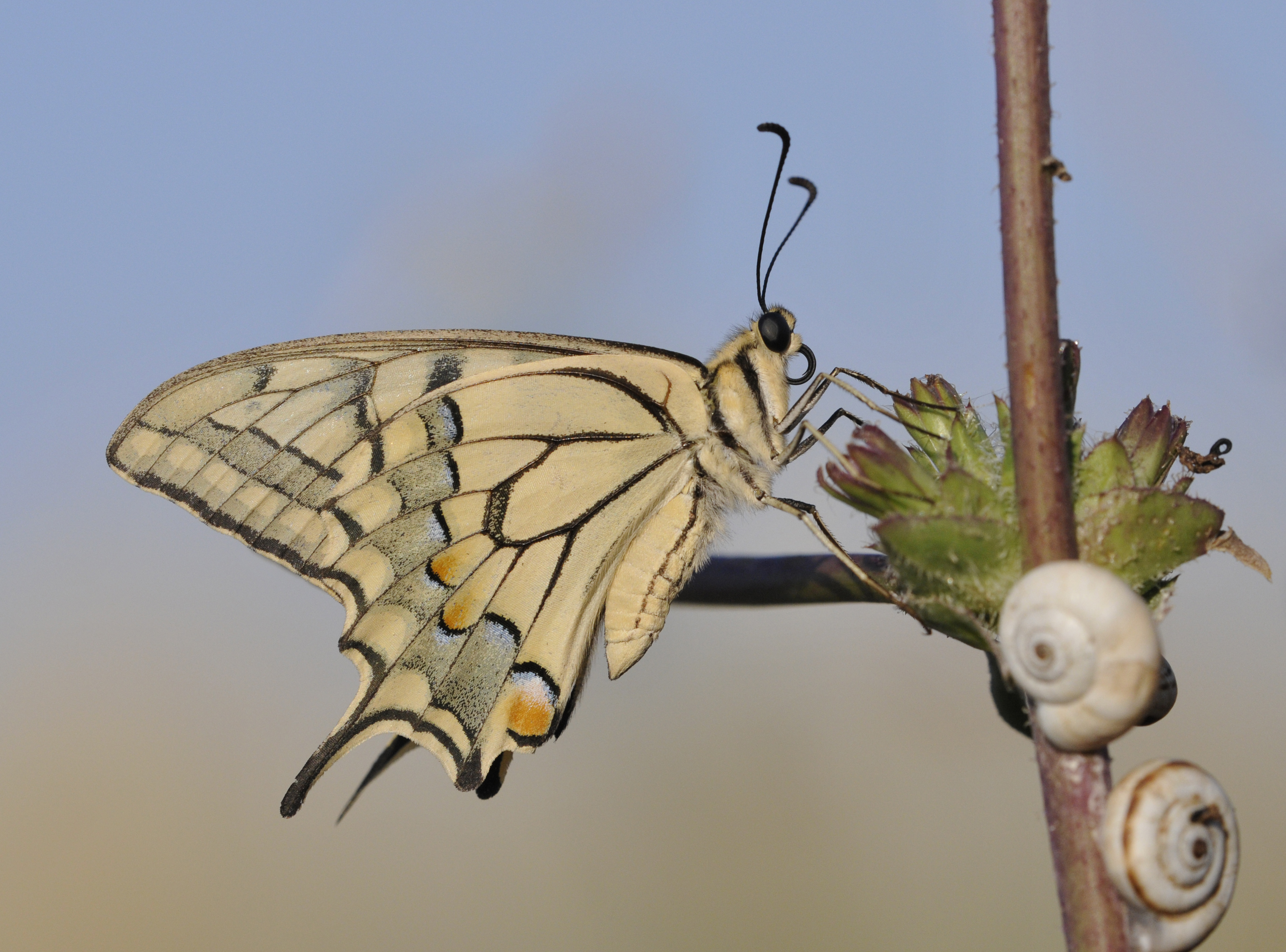
Paź królowej

Motyle, inaczej łuskoskrzydłe (Lepidoptera – z stgr. λεπίς lepis, dopełniacz λεπίδος lepidos – „łuska” i πτερόν pteron – „skrzydło”) – rząd owadów uskrzydlonych, blisko spokrewniony z chruścikami.
Istnieje kilka umownych podziałów motyli, które nie mają pokrycia w rzeczywistych relacjach pokrewieństwa w obrębie tej grupy. Mogą one być jednak wygodne przy rozpoznawaniu. Dwa często spotykane w książkach czy popularnych atlasach podziały to podział ze względu na wygląd i porę lotu na motyle dzienne (Rhopalocera, buławkoczułkie) oraz ćmy (Heterocera, różnoczułkie) oraz podział ze względu na wielkość na Macrolepidoptera (motyle większe) i Microlepidoptera (motyle mniejsze). Oba te podziały są sztuczne, ale można je wykorzystać pamiętając, że np. wiele ciem lata w dzień, niektóre mają buławkowate czułki, niektóre rodziny zaliczane do Macrolepidoptera mają przedstawicieli o bardzo małych rozmiarach (np. Noctuidae) i odwrotnie, niektóre rodziny włączane do Microlepidoptera mają przedstawicieli o rozmiarach większych (np. Pyralidae). Należy również pamiętać, że podziały te nakładają się na siebie.
Zaraz po chrząszczach stanowią drugą pod względem liczebności grupę owadów. Obecnie na świecie żyje około 180 tysięcy gatunków motyli, z czego w Polsce ponad 3 tysiące. Występują na wszystkich kontynentach, oprócz Antarktydy.
Motyle wyewoluowały około 100 mln lat temu. Najstarsze motyle skamieniałości pochodzą z triasu. Motyle należą do najbardziej zaawansowanych ewolucyjnie owadów. Ich ciało, składające się z segmentów, chroni chitynowy oskórek. Poszczególne segmenty połączone błoniastymi stawami, umożliwiają swobodę ruchu. Oskórek pokrywa warstwa drobnych łusek.

## Budowa motyli
Ciało motyli zbudowane jest z trzech części: głowy, tułowia i odwłoka.

### Głowa
Kulista i oddzielona od tułowia, powstała w wyniku zrośnięcia się sześciu segmentów. Na głowie znajduje się para oczu złożonych, para czułków oraz ssący aparat gębowy.
Oczy złożone – są na ogół duże, złożone z mniejszych oczek, tak zwanych ommatidiów. Motyle postrzegają świat jako mozaikę drobnych obrazów. Widzą ruch, ale parametry ich aparatu wzrokowego są dużo gorsze niż ludzkie.
Aparat gębowy – jest typu ssącego. Większość motyli odżywia się nektarem kwiatowym. Jedynie u najbardziej pierwotnych rodzin jak np. skrzydliniaki (Micropterygidae) zachowały się resztki gryzących narządów gębowych. Te motyle odżywiają się głównie pyłkiem kwiatowym. Ssawka to długa rurka, którą owad zwija i ukrywa pod spodem głowy. Niektóre gatunki za pomocą ssawki piją również wodę. Najdłuższe ssawki mają zawisakowate, u niektórych gatunków dłuższe od ciała.
Czułki. Na całej ich powierzchni rozmieszczone są receptory zapachu, a na ich II segmencie znajduje się narząd Johnstona. Jest to narząd słuchu i równowagi, wychwytujący drgania powietrza.

### Tułów

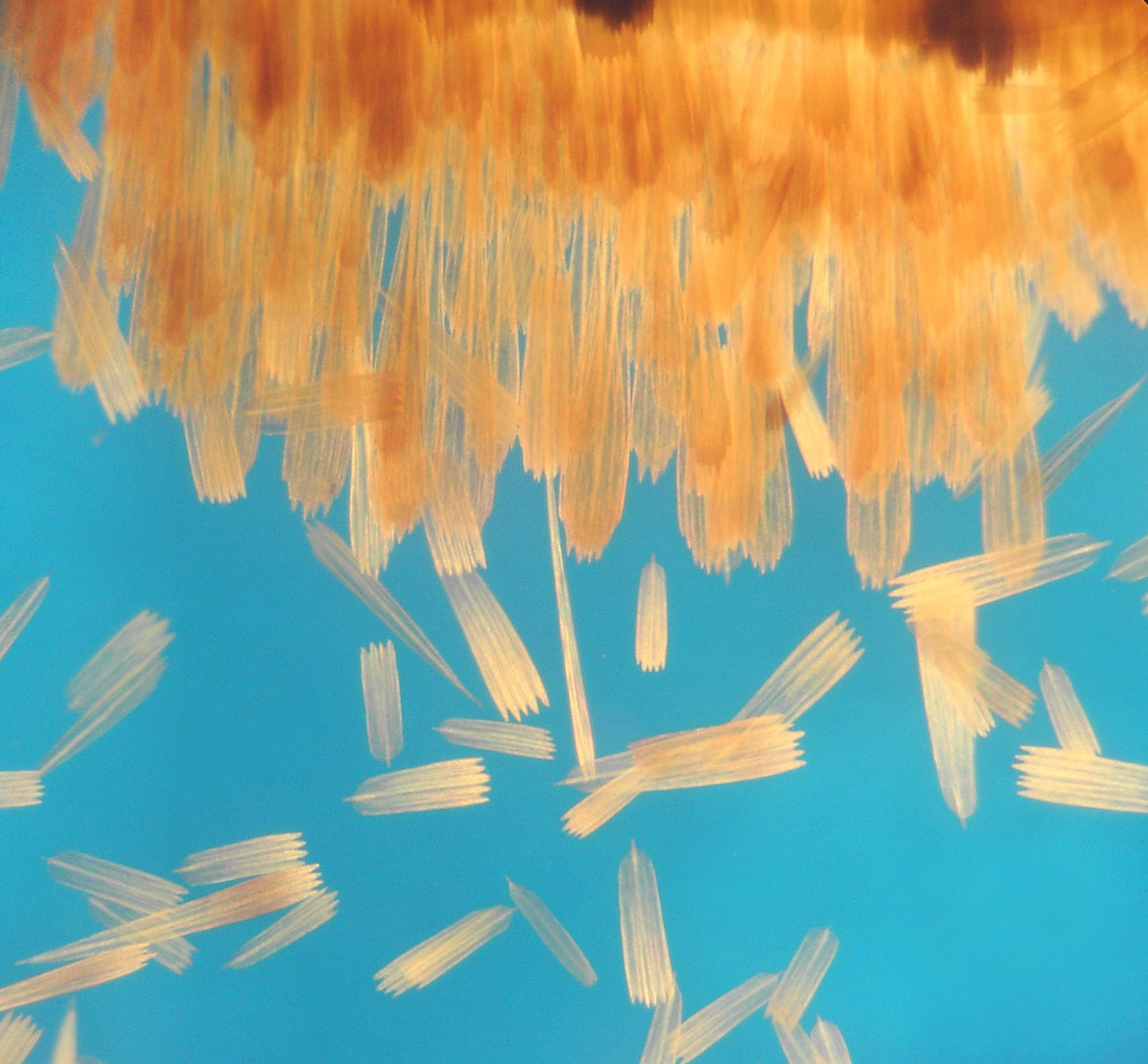
Łuski skrzydła motyla

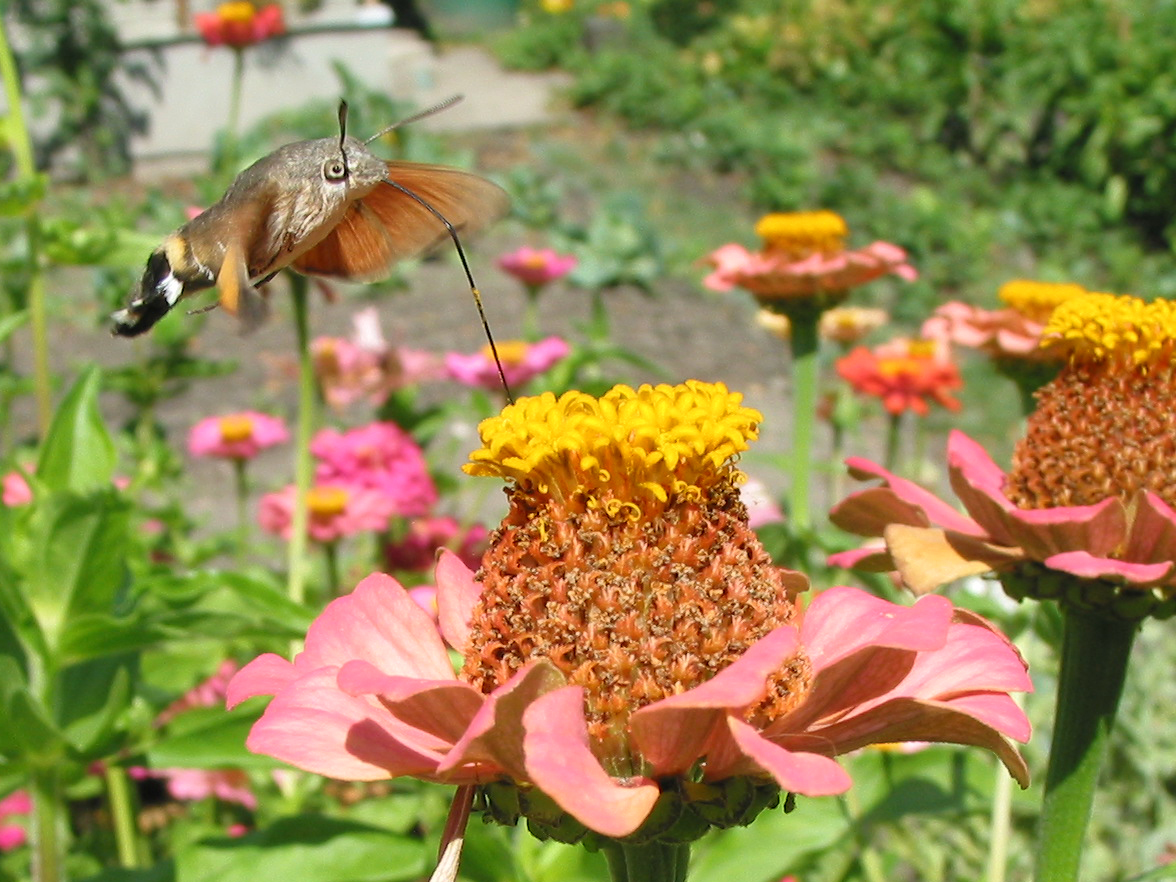
Fruczak gołąbek (Macroglossum stellatarum) nad Zinnia violacea

Składa się z trzech segmentów. Na tułowiu znajdują się trzy pary odnóży. Są smukłe i pokryte delikatnymi łuskami lub włoskami. Niektóre gatunki mają na nich receptory pozwalające odbierać bodźce chemiczne.
Na tułowiu motyli znajdują się dwie pary skrzydeł z dwuwarstwowej błony rozpiętej na żyłkach znajdujących się pomiędzy jej warstwami. Kształty i barwy motylich skrzydeł są różnorodne, także ich proporcje w stosunku do wielkości ciała. Motyle odbywające dalekie loty mają skrzydła długie, wąskie i ostro zakończone, te, które muszą dokonywać szybkich zwrotów i uników, mają szerokie i wyraźnie zaokrąglone skrzydła. Mała masa w stosunku do wielkości skrzydeł pozwala na zmniejszenie częstotliwości uderzeń skrzydłami podczas lotu – motyle dzienne, jak paź królowej, wykonują 300 uderzeń na minutę. Ćmy w związku z masywniejszą budową muszą wykonać tych uderzeń znacznie więcej. Najwięcej takich uderzeń wykonuje fruczak gołąbek (5000 uderzeń na minutę). Najszybsze motyle mogą osiągać prędkość do 55 kilometrów na godzinę.
Skrzydła motyli pokryte są drobnymi łuskami. Powierzchnia łusek jest nierówna, zazwyczaj bruzdkowana albo żeberkowata, a kształty mogą mieć szerokołopatkowe, włoskowate lub elipsowate. U niektórych gatunków występują łuski zapachowe (androkonialne), głównie u samców.

### Odwłok
Część ciała motyli o widocznej segmentacji. U samic na końcu odwłoka znajduje się pokładełko teleskopowe służące do składania jaj.

## Cykl rozwojowy motyli
Motyle są owadami, u których dokonuje się przeobrażenie zupełne.

### Jaja
Jaja motyli w zależności od gatunku mają różne kształty, różne kolory, niekiedy z deseniem w postaci kropek lub kresek.
Aby powstało jajo, musi dojść do zapłodnienia. Sporą rolę odgrywają w tym procesie substancje zapachowe. Wabi i jedna i druga strona. Po zaakceptowaniu partnerki samce przekazują im spermatofor – pakiecik spermy, który pozostaje w ciele samicy aż do złożenia jaj. Samice posiadają pokładełko. Jest ono teleskopowo złożone wewnątrz odwłoka i wysuwane w czasie składania jaj. Miejsca i sposoby składania są bardzo różnorodne. Wiele motyli nocnych umieszcza jaja głęboko w pęknięciach kory, dlatego mają długie pokładełka. Większość motyli dziennych przykleja je do roślin. Niektóre ćmy rozrzucają jaja w trawie w czasie lotu.

### Gąsienica

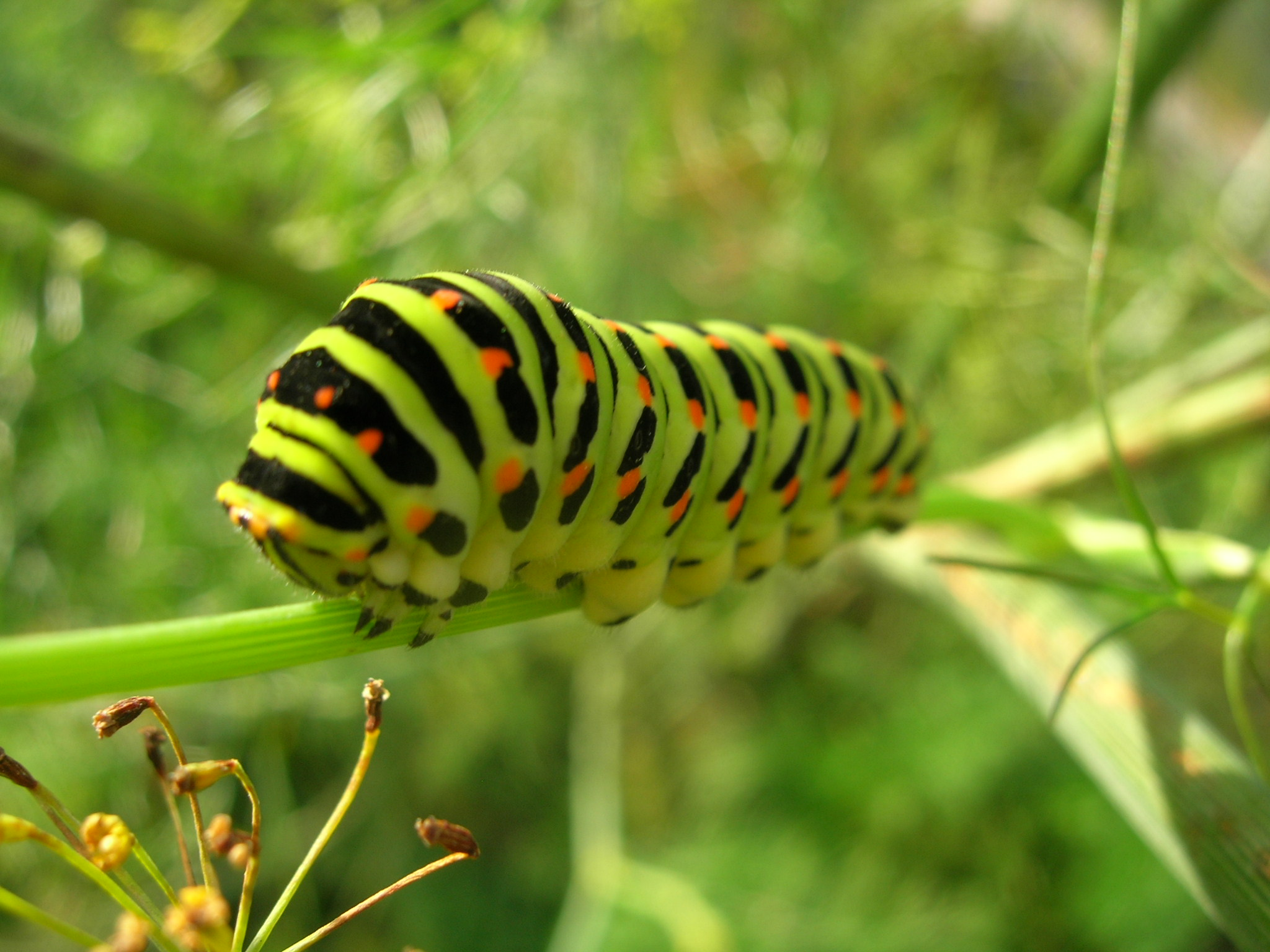
Gąsienica pazia królowej

Z jaja wykluwa się gąsienica – larwa motyli. Ma miękkie ciało, wyraźnie wyodrębnioną, silnie schitynizowaną głowę z aparatem gębowym gryzącym. Na tułowiu znajdują się trzy pary członowanych odnóży a na odwłoku 5 par tzw. posuwek. Bardzo często pierwszym pokarmem jest otoczka jaja (chorion), z którego się wykluła. Pożywieniem gąsienic większości gatunków są miękkie części roślin, choć są i takie, które żyją w drewnie drzew (np. trociniarkowate Cossidae) lub jak gąsienice Aphomia sociella (Pyralidae) odżywiają się woskiem plastrów miodu. Gąsienica jest jedynym stadium rozwojowym, w którym motyl rośnie (linienie), dlatego pobiera bardzo duże ilości pokarmu.

### Poczwarka
Poczwarka to kolejne stadium rozwoju motyla. Gąsienica przestaje przyjmować pokarm, opróżnia przewód pokarmowy, zrzuca z siebie oskórek i zmienia się w nieruchomą formę. Z pozoru można uznać ją za martwy organizm, tymczasem we wnętrzu formuje się dorosły motyl. Gąsienice motyli dziennych przed przepoczwarzeniem najczęściej opuszczają roślinę żywicielkę i wyszukują odpowiednie miejsce. Przytwierdzają się bokiem za pomocą przędzy (nitki) do najbliższego ciała obcego (np. łodygi lub ściany domu) natomiast ostatnią parą odnóży odwłokowych dotykają podłoża albo zwisają głową w dół, trzymając się odnóżami odwłokowymi np. gałęzi, deski czy sufitu w budynku gospodarczym (po całkowitym przeobrażeniu larwy w poczwarkę ta część nazywa się – kremaster). Ćmy często tworzą misterne oprzędy.
W stadium poczwarki motyl nie odżywia się i nie pobiera płynu. Jedynymi otworami, jakie funkcjonują, są służące do oddychania przetchlinki. Narządy larwalne rozpadają się, a z niepozornych zgrupowań komórek, obecnych już u gąsienicy i dotychczas nie podlegających istotnym zmianom, rozwijają się narządy motyla. Przede wszystkim skrzydła, aparat gębowy i narządy rozrodcze.

### Imago
Po wyjściu z poczwarki skrzydła są jeszcze krótkie i zmięte, ale jak tylko owad stanie na pewnym podłożu, zaczyna je rozpościerać przez pompowanie hemolimfy. Zewnętrzny szkielet z chityny, początkowo miękki i plastyczny, schnie i przez to twardnieje. Po wyschnięciu materiał staje się sztywny i wytrzymały, przy równoczesnej lekkości i elastyczności.
Powstaje dorosły owad – imago.
Żyją do kilku miesięcy (na przykład latolistek cytrynek).

## Systematyka

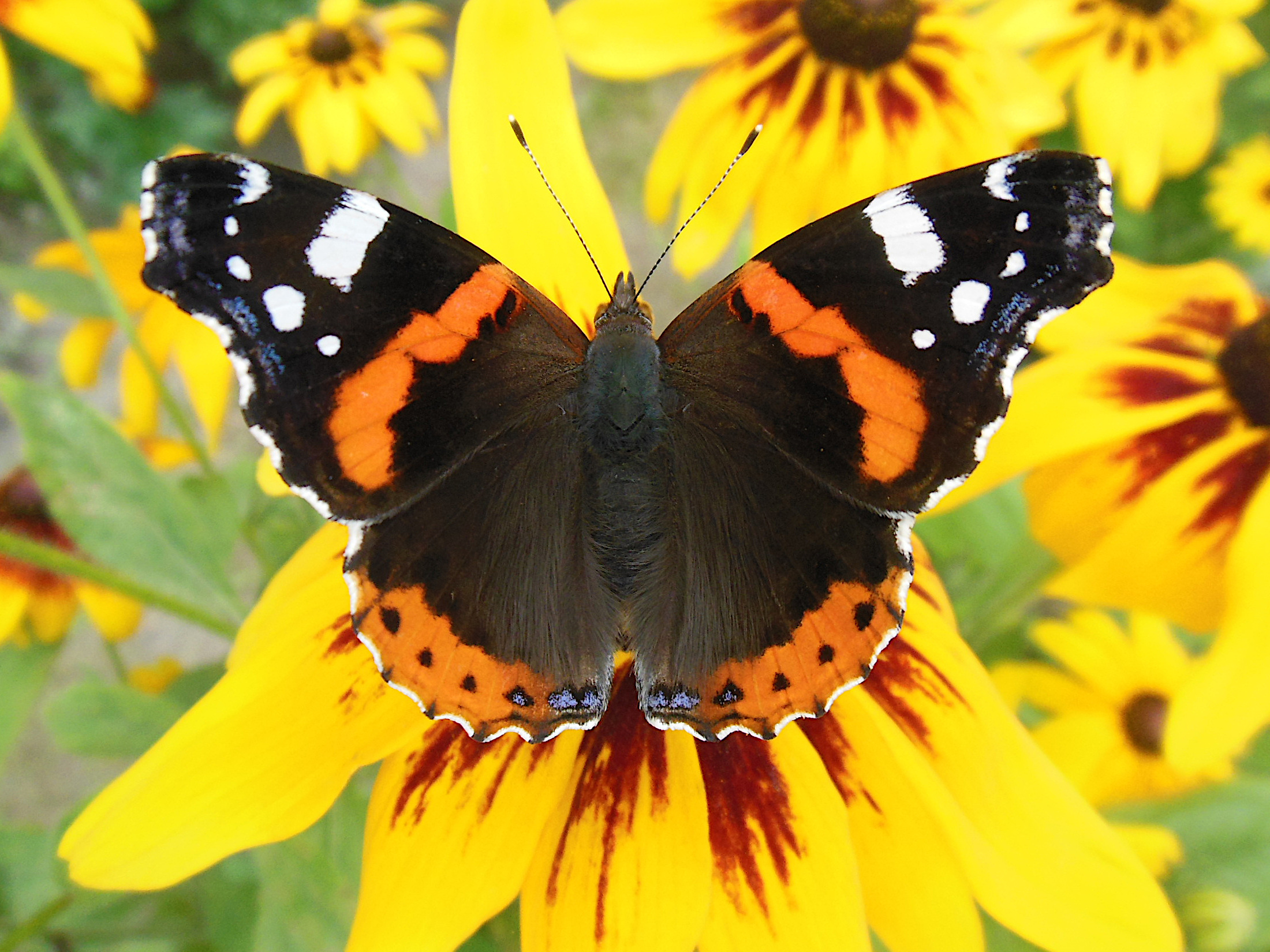
Rusałka admirał (Vanessa atalanta)

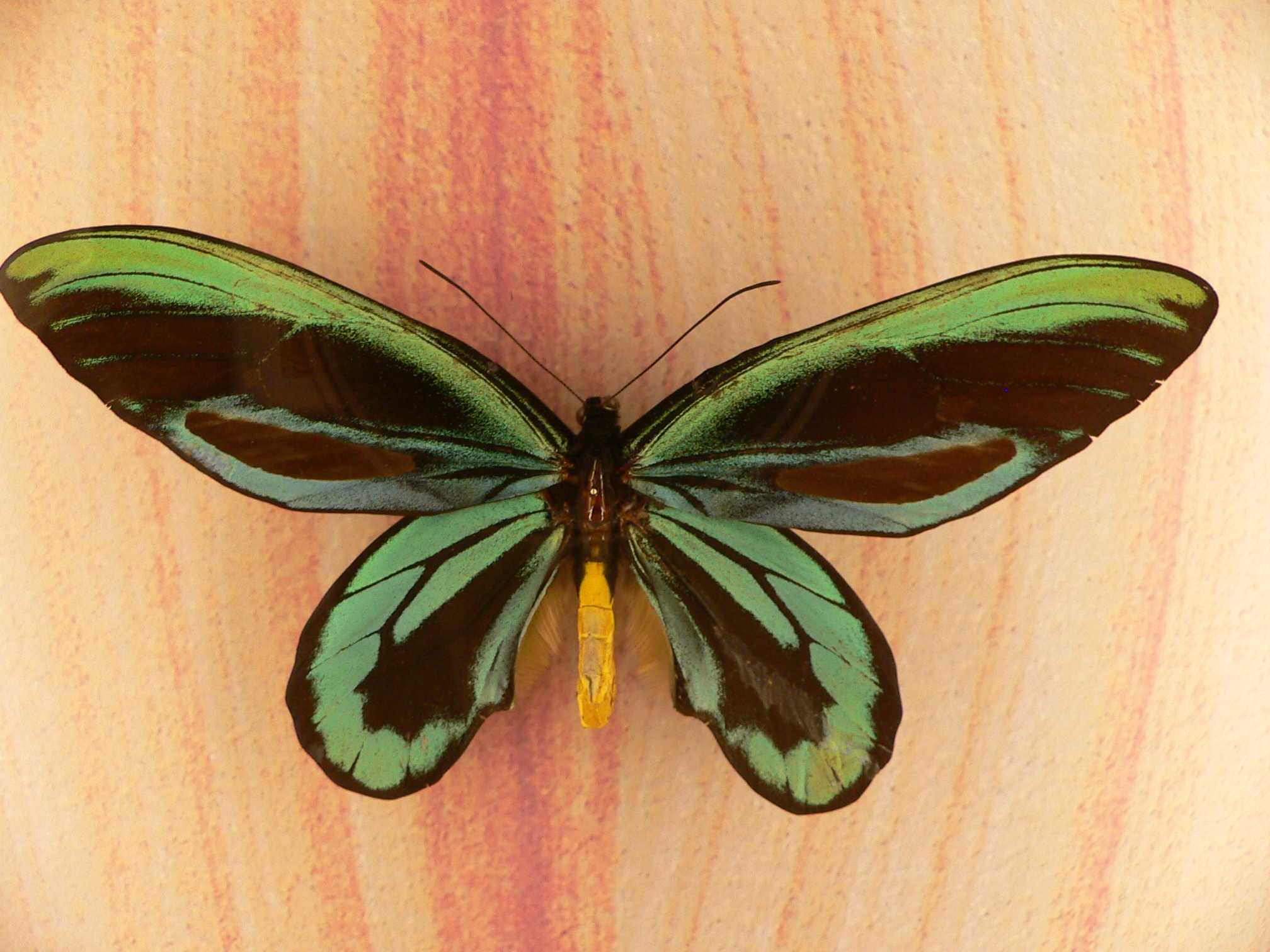
Samiec Ornithoptera alexandrae (Motyl Królowej Aleksandry) – największy motyl na świecie

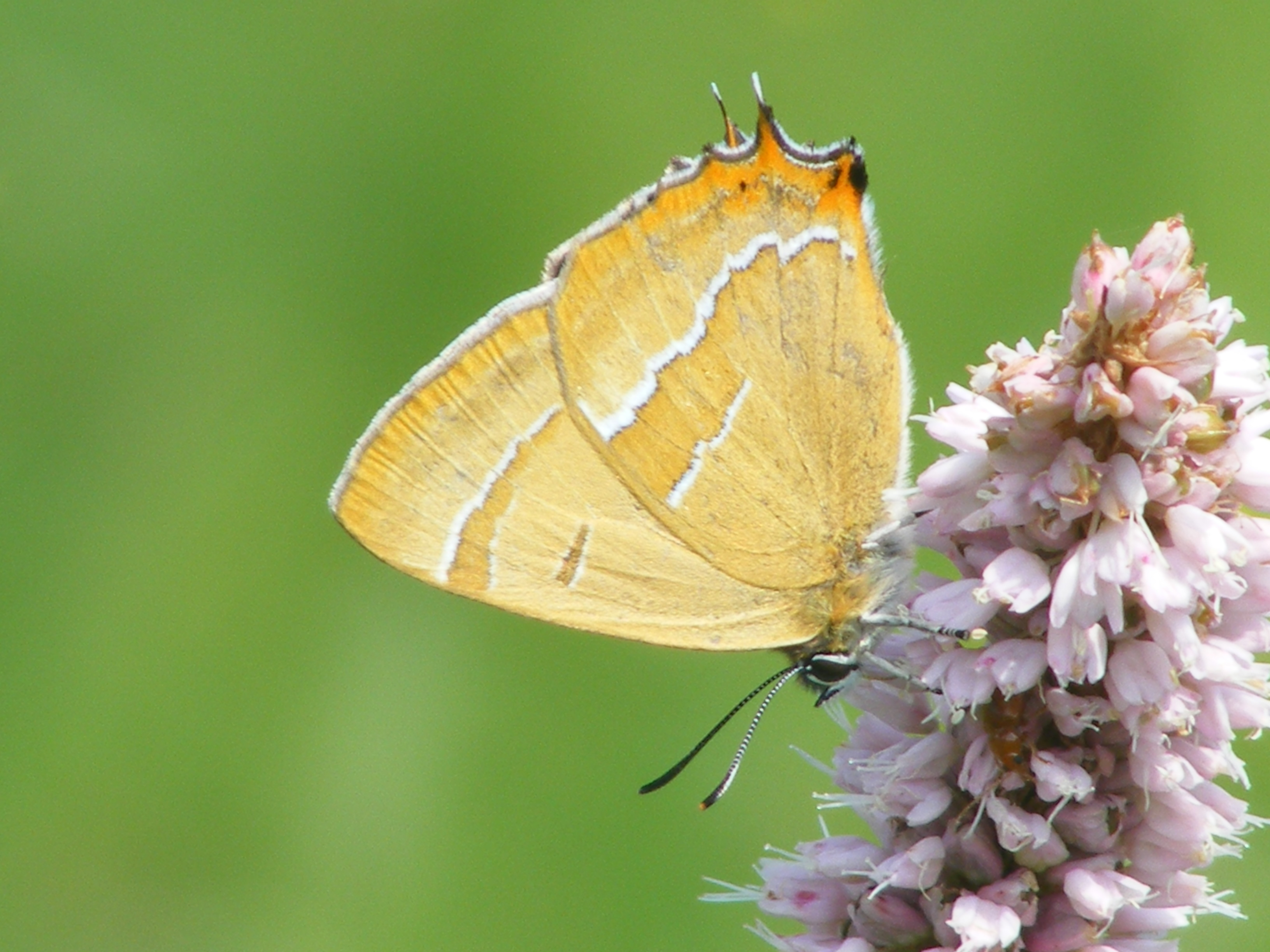
Pazik brzozowiec (Thecla betulae)

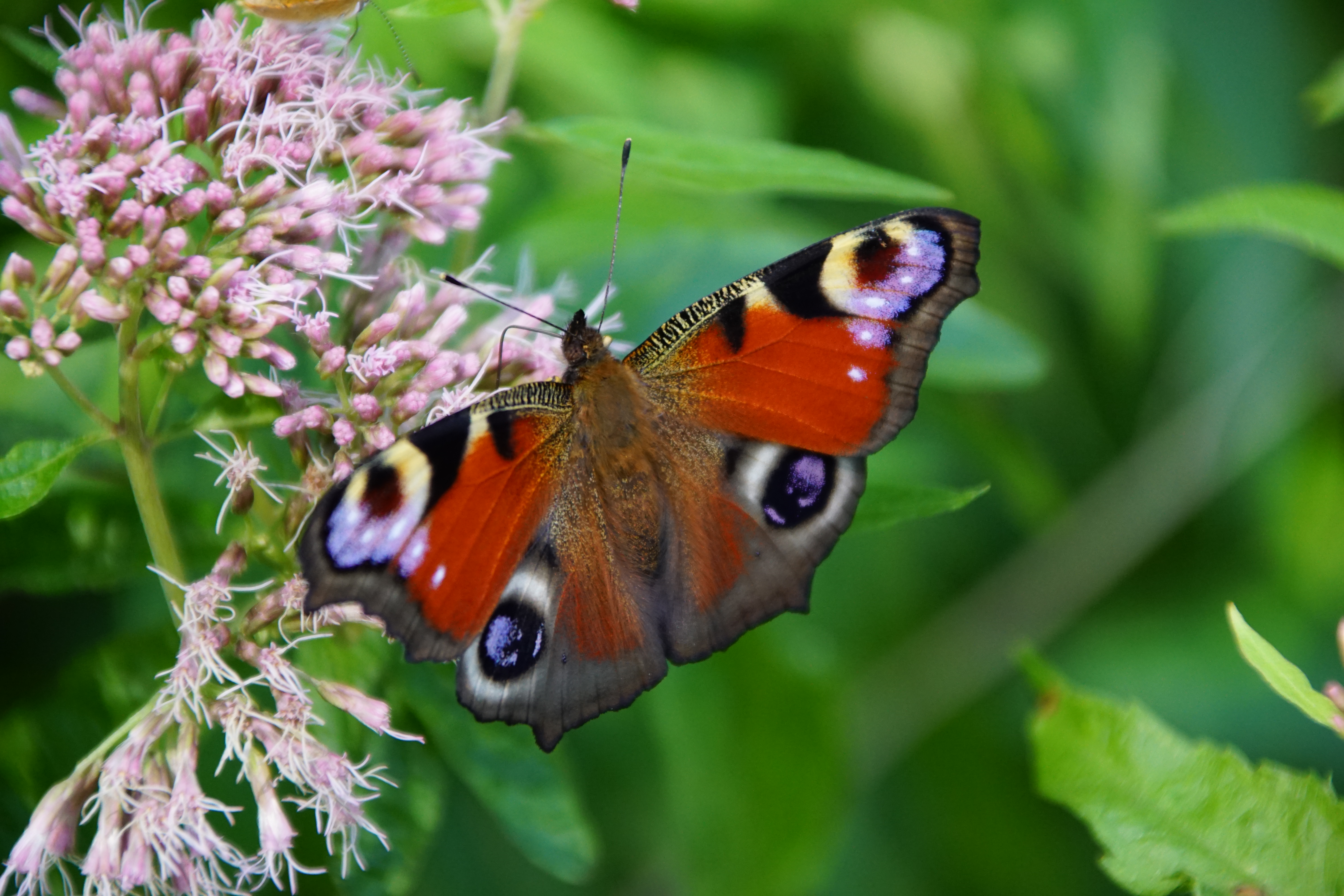
Rusałka pawik (Inachis io)

Do dawniejszych koncepcji należą podziały na motyle dzienne (Rhopalocera) i motyle nocne (Heterocera), podział ze względu na użyłkowanie przedniego i tylnego skrzydła, czyli na Homoneura i Heteroneura czy oparty na budowie aparatów kopulacyjnych podział na Ditrysia i Monotrysia. Współcześnie dzieli się motyle na 4 podrzędy:
- Zeugloptera Chapman, 1917
- Aglossata Speidel, 1977
- Heterobathmiina Kristensen & Nielsen, 1983
- Glossata Fabricius, 1775

### Lista wybranych rodzin
- barczatkowate (Lasiocampidae)
- bielinkowate (Pieridae)
- garbatkowate (Notodontidae)
- kibitnikowate (Gracillariidae)
- koszówkowate (Psychidae)
- kraśnikowate (Zygaenidae)
- miernikowcowate (Geometridae)
- modraszkowate (Lycaenidae)
- molowate (Tineidae)
- namiotnikowate (Yponomeutidae)
- oblaczkowate (Syntomidae)
- omacnicowate (Pyralidae)
- pasynkowate (Incurvariidae)
- pawicowate (Saturnidae)
- paziowate (Papilionidae)
- piórolotkowate (Pterophoridae)
- pochwikowate (Coleophoridae)
- rusałkowate (Nymphalidae)
- pomrowicowate (Limacodidae)
- powszelatkowate (Hesperiidae)
- prządkowate (Bombycidae)
- przeziernikowate (Sesiidae)
- sówkowate (Noctuidae)
- trociniarkowate (Cossidae)
- uranidowate (Uraniidae)
- wachlarzykowate (Crambidae)
- zawisakowate (Sphingidae)
- zwójkowate (Tortricidae)
- korowódki (Thaumatopoeidae)
- mrocznicowate[4] (Erebidae)

## Motyle w Polsce

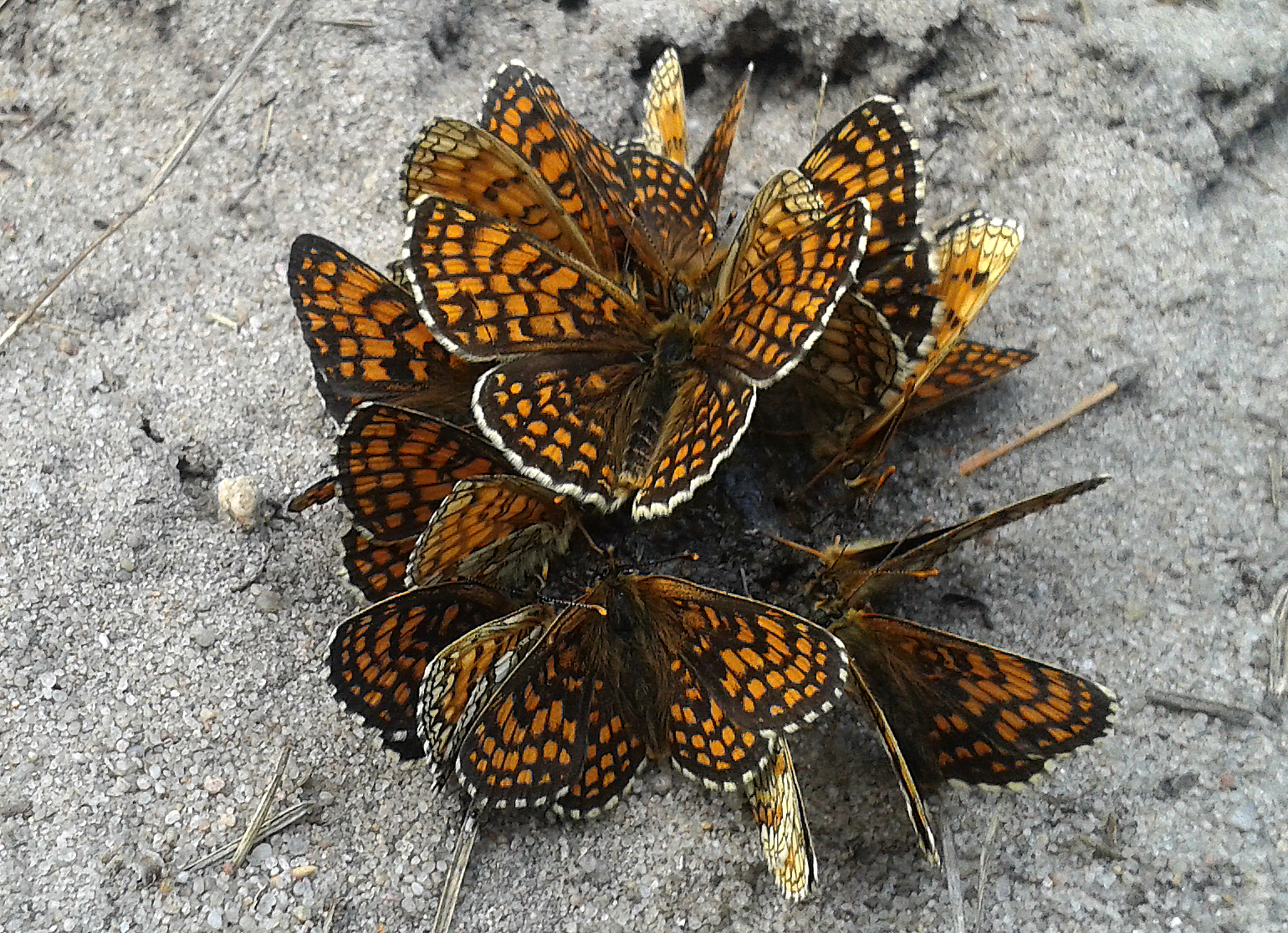
Grupa motyli z gatunku Przeplatka atalia (Melitaea athalia) w okolicach Warki

Obecnie na obszarze Polski stwierdzono 3156 gatunków motyli z 73 rodzin, z czego 164 gatunki to motyle dzienne (zobacz też owady Polski). Co roku jednak wykazywane są jeszcze pojedyncze gatunki.
- Lista motyli zaliczanych do fauny Polski znajduje się w artykule Motyle Polski

Przykładowe gatunki:
- szczotecznica szarawka
- agatówka łobodnica
- barczatka kataks
- barczatka borówczanka
- pawica gruszówka
- przylepek brodacznik
- niedźwiedziówka krasa
- zmierzchnica trupia główka